# Vallesaccarda
Vallesaccarda è un comune italiano di 1 215 abitanti della provincia di Avellino in Campania.

## Storia
Il borgo sin dalle origini seguì sempre le vicende storiche e feudali di Trevico, dal quale dipese amministrativamente fino al 1958, anno della sua elevazione a comune autonomo.
Vallesaccarda è parte integrante della Baronia, area interna dell'Irpinia racchiusa da tre importanti vie di comunicazioni naturali: il torrente Fiumarella, il fiume Ufita, e il fiume o torrente Calaggio.
Sono state rinvenute numerose testimonianze archeologiche, soprattutto di epoca romana, nelle località Mattine, Civita, Monte Mauro e Taverna delle Noci, cioè nelle aree prossime alle antiche vie di comunicazione quali l'Aurelia Aeclanensis e il diverticolo che la collegava al Regio Tratturo e fin su alla via Traiana. Il primo insediamento, un piccolo borgo agricolo, potrebbe essere dunque di epoca paleocristiana.
In effetti tutta quest'area in età antica era caratterizzata da tanti vici sparsi sul territorio, che insieme formavano il pagus una sorta di distretto agricolo.
Una conferma scritturale dell'esistenza di edifici deriva dal poeta latino Quinto Orazio Flacco, il quale nella primavera dell'anno 37 a.C., raccontò della sua sosta, onde recuperare le forze perdute per il lungo viaggio, in una locanda, individuata quale "Taverna delle noci", presso Trivicum, oggi nel territorio di Vallesaccarda (ma al tempo "tenimento" del vasto agro di Trevico), mentre era in viaggio verso Brindisi per una missione diplomatica in compagnia di Mecenate e Virgilio.
Con il disgregarsi dell'unità politica e militare dell'impero Romano e della sua successiva caduta, cambiano in Baronia le condizioni di vita e di stabilità.
Le valli fluviali che per secoli avevano condotto genti attraverso questi monti diventarono i naturali canali di penetrazione dei popoli barbarici calati dal nord Europa, i quali fecero strage di genti che, per tanti anni di pace, avevano vissuto in quelle ville rustiche che sorgevano sparse sull'Appennino campano. Sotto i Longobardi e i Bizantini le genti dalle valli salirono in quota, posizionandosi su colline o alture, che corrispondono alle coordinate attuali dei paesi della Baronia.
L'importanza di Trevico (semplicemente Vicum o Vico in epoca medievale) crebbe nel tempo. Sotto i Normanni divenne sede di diocesi e venne per la prima volta usato il termine "Baronia" nel 1122 per indicare i possedimenti di Riccardo filius Riccardi che divenne appunto barone di Trevico, Contra e Flumeri.
L'abitato doveva già esistere nella seconda metà del XII secolo, quando ne era signore Riccardo II de Formari, il quale anche da questo piccolo borgo inviò alcuni militi alla spedizione in Terrasanta organizzata da Guglielmo il Buono. Nel 1269 Carlo I d'Angiò fece dono del casale al francese Provenzale de Bruveriis, cui seguì nel 1134 Marco Aiossa. Acquistato nel 1343 da Raimondo del Balzo, lo ebbe per via matrimoniale Nicola Orsini nel 1375. Seguirono Raimondello del Balzo Orsini (1400), Giovanni Antonio del Balzo Orsini (1416) e Pirro del Balzo (1454), cui l'intera Baronia fu tolta da Ferrante I d'Aragona dopo la fallita Congiura dei Baroni. Nel 1507, dopo la battaglia di Cerignola che aveva visto la sconfitta dell'esercito francese, Vallesaccarda passò al capitano spagnolo Consalvo de Cordova, dalla cui figlia, Elvira, nel 1515 fu venduto a Francesco I de Goffredo, presidente del Sacro Consiglio Regio. Alla famiglia dei Loffredo il paese rimase in possesso fino all'abolizione della feudalità (1806) con Francesco I (1537), Carlo II (1629), Francesco IV (1681), Carlo IV (1749), Francesco V (1791).
Intorno al XVI secolo, il borgo era chiamato Vade Saccarda, da "Vadum", un passaggio pericoloso appartenente alla famiglia Saccardo de Vico, ivi residente.
Nel Settecento Vallesaccarda si raccoglie intorno alla piccola chiesa dedicata all'Immacolata che con il suo campanile segna, lungo l'antico tracciato Trevico-Vallesaccarda-Anzano, un luogo di sosta per i viandanti.
Il tratto di strada da Vallesaccarda a Trevico tuttora visibile prendeva il nome di “Lu Custón” a causa della sua terribile pendenza ed è rappresentato in un tondo di un pittore spagnolo datato 1695-1705 recuperato in occasione degli studi sul Cinquantenario del Comune.
Con gli anni successivi all'unità d'Italia, anche queste terre pagarono il loro dazio in termine di emigrazione, soprattutto verso le Americhe e l'Australia.
Con il terremoto del 1930 Vallesaccarda perde la sua antica chiesa ma contestualmente, grazie alla costruzione della nuova rotabile San Sossio-Vallata esce dal suo isolamento. Il sisma del 1962 e quello del 1980 creano nuovi danni mentre le successive ricostruzioni determinano un importante rinnovamento urbanistico nel centro e nelle campagne.

### Simboli
Lo stemma e il gonfalone sono stati concessi con DPR del 19 dicembre 1988.
Il gonfalone è un drappo di giallo.

## Società

### Evoluzione demografica
Abitanti censiti

### Lingue e dialetti
Accanto alla lingua italiana, a Vallesaccarda si parla una varietà del dialetto irpino.

### Religione
Il comune appartiene alla diocesi di Ariano Irpino-Lacedonia.

## Economia
Il settore agro-alimentare costituisce da sempre il fondamento dell'economia locale. Molte delle produzioni sono condivise con il resto della Baronia e della valle dell'Ufita, mentre esclusivi di Vallesaccarda e della vicina Trevico sono i trilli, una particolare tipologia di pasta casereccia fregiantesi del marchio PAT. Relativamente piccolo ma florido e rinomato è il comparto della ristorazione.

## Infrastrutture e trasporti
Il territorio comunale è attraversato dall'autostrada A16 e situato in posizione intermedia fra i caselli di Grottaminarda e Vallata.

## Amministrazione

### Altre informazioni amministrative
Il comune, istituito ufficialmente il 28 maggio 1958, fa parte della Comunità montana dell'Ufita.